# Space Cadet (Film)
Space Cadet ist ein US-amerikanischer Spielfilm von Liz W. Garcia aus dem Jahr 2024 mit Emma Roberts, Tom Hopper, Poppy Liu und Gabrielle Union. Auf Prime Video wurde die Filmkomödie am 4. Juli 2024 veröffentlicht.

## Handlung
Tiffany „Rex“ Simpson aus Florida träumt seit ihrer Kindheit davon, Astronautin zu werden und ins All zu fliegen, allerdings verlief das Leben bisher nicht nach Plan und Tiffany arbeitet stattdessen mittlerweile als Barkeeperin. Sie hatte ursprünglich ein Stipendium für die Georgia Tech, allerdings wurde ihre Mutter krank, sodass sie sich stattdessen bis zu deren Krebstod um sie kümmerte. Beim 10-jährigen Klassentreffen trifft sie auf Toddrick Spencer, der mittlerweile ein Unternehmen für Weltraumtourismus gegründet hat. Er gesteht ihr, dass er sie für ihr unkonventionelles Out of the box-Denken immer bewundert hat.
Sie entschließt sich endlich für das Astronauten-Trainingsprogramm der NASA zu bewerben, wenngleich sie keine der geforderten Aufnahmekriterien erfüllt. Sie bittet in ihrem Schreiben, auch einer unkonventionellen Kandidatin ein Chance zu geben. Am Lyndon B. Johnson Space Center in Houston, Texas werden die Lebensläufe der Kandidaten diskutiert. Während NASA-Programmdirektor Logan O’Leary konventionelle Lebensläufe bevorzugt, präferiert Direktorin Pam Proctor unkonventionelle Kandidaten, so wie sie selbst damals eine war.
Tiffany wird gemeinsam mit 34 weiteren Kandidaten zu einem zweimonatigen Auswahlprogramm eingeladen, wo sie ihr Zimmer mit der Physikerin Violet Marie Vislawski teilt. Am Ende dieser Auswahlphase sollen vier Kandidaten überbleiben. Weitere Teilnehmer sind unter anderem die Notfallmedizinerin Dr. Stacy Kellogg, Miriam Osprey, Hector Kaneko, die Soldatin Grace Jackson und Captain Jack Mancini von der Air Force Arizona.
In Houston findet Tiffany heraus, dass ihre Bewerbungsunterlagen von ihrer besten Freundin Nadine heimlich aufgebessert wurden, und alles, was Tiffany in ihrem Schreiben als Traum formuliert hatte von Nadine als Realität dargestellt wurde. Violet Marie hört zufällig ein Gespräch zwischen Tiffany und Nadine mit und findet dabei heraus, dass Tiffany eigentlich eine Barkeeperin ist. Tiffany und Violet Marie beschließen, sich gegenseitig zu unterstützen, bis Violet Marie das Programm vorzeitig verlassen muss.
Rex und Logan kommen sich nach einem Karaoke-Abend näher. Am nächsten Tag startet ein 14-tägiges Simulationsprogramm, in dem die verbliebenen Kandidaten als Team zusammenarbeiten und die von den Koordinatoren gestellten Herausforderungen und Probleme gemeinsam bewältigen müssen. Logan findet schließlich heraus, dass Rex eine Barkeeperin ist und sich ihre Freundin als sechs verschiedene Referenzen ausgegeben hatte. Rex muss das Programm verlassen.
Acht Monate später fliegen die vier finalen Kandidaten aus dem Programm zur Space Station ISS. Diese wird kurz nach deren Ankunft von einer Wolke aus Mikrometeoriten getroffen, sodass die Stromversorgung beschädigt ist, die Astronauten können jedoch keinen Außeneinsatz zur Reparatur vornehmen, weil ein anderer Meteorit den Hitzeschild eines Moduls zerstört hat und die Metalltrümmer die Luke blockieren. Daher wird voraussichtlich die Station in 72 Stunden keinen Strom mehr haben und die Astronauten drohen zu ersticken oder zu erfrieren. Die NASA ruft im Fernsehen die Bevölkerung auf, für die Astronauten zu beten.
Rex bietet der NASA ihre Hilfe an, mit Unterstützung von Toddrick Spencer fliegt sie gemeinsam mit Violet Marie zur ISS. Sie schafft es die blockierte Luke zu lösen. Rex und Violet Marie werden Astronauten für das Unternehmen von Toddrick Spencer. Logan und Rex werden ein Paar.

## Besetzung und Synchronisation
Die deutschsprachige Synchronisation übernahm die Berliner VSI Synchron GmbH. Dialogregie führte Julia Stoepel, das Dialogbuch schrieb Verena Ludwig.
| Rolle                       | Darsteller      | Synchronsprecher        |
| --------------------------- | --------------- | ----------------------- |
| Rex Simpson                 | Emma Roberts    | Luisa Wietzorek         |
| Logan O’Leary               | Tom Hopper      | Peter Lontzek           |
| Calvin Simpson              | Sam Robards     | Marcus Off              |
| Cpt. Elvis Popowski         | Joshua Harto    | Hans Hohlbein           |
| Cpt. Jack Mancini           | Andrew Call     | Sebastian Kluckert      |
| Dee Bellevue                | Shirley Roeca   | Diana Ebert             |
| Dr. Stacy Kellogg           | Desi Lydic      | Antje von der Ahe       |
| Grace Jackson               | Yasha Jackson   | Gabrielle Pietermann    |
| Hector Kaneko               | Troy Iwata      | Tobias John von Freyend |
| Kendra                      | Glo Tavarez     | Isabella Vinet          |
| Lucas Drew                  | Powell Marco    | Sven Reinbold           |
| Miles, der Medizintechniker | Max Jenkins     | Dirk Stollberg          |
| Miriam Osprey               | Josephine Huang | Julia Stoepel           |
| Nadine Cai                  | Poppy Liu       | Maximiliane Häcke       |
| Pam Proctor                 | Gabrielle Union | Victoria Sturm          |
| Paris                       | Alli Brown      | Julia Strowski          |
| Rudolph Bolton              | Dave Foley      | Bernd Vollbrecht        |
| Toddrick Spencer            | Sebastián Yatra | Julien Haggège          |
| Violet Marie Vislawski      | Kuhoo Verma     | Lydia Morgenstern       |
| Ansager                     |                 | Rüdiger Kluck           |

## Produktion und Hintergrund
Der Film wurde von Stampede Ventures produziert, als Produzenten fungierten Greg Silverman und Jon Berg, Executive Producer waren Michael Tadross, Chris Bosco, Liz W. Garcia, Gideon Yu, Jaeson Ma und Emma Roberts.
Die Kamera führte John Inwood, die Musik schrieb John Debney, die Montage verantwortete Oona Flaherty und das Casting Anthony J. Kraus und Jill Anthony Thomas. Das Production-Design gestaltete Elizabeth J. Jones und das Kostümdesign Evren Catlin.

## Rezeption

### Kritiken
Oliver Armknecht vergab auf film-rezensionen.de drei von zehn Punkten. Der Film sei alles andere als traumhaft, die Figuren langweilig, der Humor ohne Witz, selbst bei der Romanze hätte man mehr erwarten dürfen.
Derwatchdog.de bewertete den Film mit einem von fünf Sternen, dieser sei eine von Logiklöchern und Anschlussfehlern geprägte Komödie, die durch übertriebenes Overacting und stereotype Charaktere schnell unerträglich würde. Das Amazon Original scheitere daran, humorvoll zu unterhalten, und entpuppe sich stattdessen als unglaubwürdiger Natürlich blond-Abklatsch im Weltraum-Setting.
heftfilme.com dagegen bezeichnete die Produktion als unterhaltsame, wenn auch vorhersehbare Komödie. Die charmante und energiegeladene Darstellung von Roberts mache den Film sehenswert, auch wenn die Handlung einige klischeehafte Wendungen nehme. Die Chemie zwischen Rex und Logan sorge für einige humorvolle und herzerwärmende Momente.

### Abrufe
In den deutschen Prime-Video-Charts für die Woche 29. Juni bis 5. Juli 2024 gelangte der Film auf Platz eins.
Laut digital i erreichte der Film in Deutschland im Juli 2024 rund 496.000 Haushalte.

## Musik
- What I Want – Bagsy[15]
- Selfish Soul – Sudan Archives
- It Was Bananas – Hot As Sun
- Sleep Town (Lektric Remix) – AFTRHOURS & Lektric
- magicalove – Isaac Delusion
- Born to Be Wild – Anna D
- What Girls Do – Key N Krates
- Call Me Maybe – Carly Rae Jepsen
- Onset – Haiku Hands ft. Mad Zach
- DANCE WITH ME TODAY – Yb.
- Mr. Jones – Counting Crows
- D.Y.S. (Defend Your Situation) – CLYPSO
- Dancing in the Moonlight – HUESA
- Face Down in the Moment – Nathaniel Rateliff & The Night Sweats
- We Are Free – Zanillya ft. Humphrey Dennis
- Welcome to Paradise – Green Day
- Golden Nights – Sophie and the Giants, Benny Benassi, Dardust & Astrality
- Space Girl – Feinte & Djibouti